# Metro w Rotterdamie
Metro w Rotterdamie – system metra obsługujący Rotterdam i okoliczne gminy RET. Pierwsza linia, zwana Noord - Zuidlijn (linia Północ - Południe) została otwarta w 1968 roku i biegnie od Centraal Station do Zuidplein, przez rzekę Nowa Moza w tunelu. Był to pierwszy system metra otwarty w Holandii. W tym czasie był również jednym z najkrótszych linii metra na świecie o długości zaledwie 5,9 km.
W 1982 roku została otwarta druga linia, tzw. Oost - Westlijn (linia Wschód - Zachód), biegnąca między Capelsebrug i Coolhaven. Pod koniec 1990, linie zostały nazwane od dwóch historycznych mieszkańców Rotterdamu, Erasmus Line (północ - południe) po Erazmie z Rotterdamu i linii Caland (wschód - zachód) po Pieter Caland. 

## Tabor
| Pojazd       | Lata dostaw    | Producent  | Status                  | Zdjęcie |
| ------------ | -------------- | ---------- | ----------------------- | ------- |
| 5000 (MG2)   | 1966–1967 1970 | Werkspoor  | Wycofane z eksploatacji |         |
| 5100 (MG2)   | 1974–1975      | Duewag     | Wycofane z eksploatacji |         |
| 5200 (SG2)   | 1980–1984      | Duewag     | Wycofane z eksploatacji |         |
| 5300 (MG2/1) | 1998–2001      | Bombardier | W eksploatacji          |         |
| 5400 (SG2/1) | 2001–2002      | Bombardier | W eksploatacji          |         |
| 5500 (RSG3)  | 2007–2009      | Bombardier | W eksploatacji          |         |
| 5600 (SG3)   | 2009–2011      | Bombardier | W eksploatacji          |         |
| 5700 (HSG3)  | 2015–2017      | Bombardier | W eksploatacji          |         |

## Linie

Schemat linii

| Linia   | Trasa                                | Liczba stacji | Całkowita długość |
| ------- | ------------------------------------ | ------------- | ----------------- |
| Linia A | Binnenhof – Vlaardingen West         | 24            | 17,2              |
| Linia B | Nesselande – Hoek van Holland Strand | 32            | 42,4              |
| Linia C | De Terp – De Akkers                  | 26            | 30                |
| Linia D | Rotterdam Centraal – De Akkers       | 17            | 21                |
| Linia E | Den Haag Centraal – Slinge           | 23            | 27                |